# (35010) 1981 DV1
(35010) 1981 DV1 es un asteroide perteneciente al cinturón de asteroides, descubierto el 28 de febrero de 1981 por Schelte John Bus desde el Observatorio de Siding Spring, Nueva Gales del Sur, Australia.

## Designación y nombre
Designado provisionalmente como 1981 DV1.

## Características orbitales
1981 DV1 está situado a una distancia media del Sol de 3,101 ua, pudiendo alejarse hasta 3,281 ua y acercarse hasta 2,921 ua. Su excentricidad es 0,058 y la inclinación orbital 10,37 grados. Emplea 1995,20 días en completar una órbita alrededor del Sol.

## Características físicas
La magnitud absoluta de 1981 DV1 es 14,5. Tiene 3,553 km de diámetro y su albedo se estima en 0,153. 